# Sciopero delle donne islandesi del 2023
Lo sciopero delle donne islandesi del 2023 (in islandese: Kvennafrí, letteralmente "giorno libero delle donne", o Kvinnostrejk 2023, "Sciopero delle donne del 2023") è uno sciopero delle donne che si è svolto in Islanda il 24 ottobre 2023, avente lo scopo di raggiungere l'uguaglianza di genere nel mondo del lavoro, di vedere riconosciuto il proprio ruolo nell'economia del Paese e nella gestione delle famiglie e di protestare contro la violenza sessuale e di genere. Sotto lo slogan "Tu questa la chiami parità?", circa 40 organizzazioni hanno indetto uno sciopero di un'intera giornata che ha previsto l'interruzione non soltanto del lavoro professionale retribuito, ma anche di tutti i lavori non retribuiti, specialmente quello domestico. Per sua natura e portata, questo evento è l'erede diretto di uno sciopero storico dello stesso tipo che ebbe luogo il 24 ottobre 1975, anno della prima Conferenza Mondiale sulle Donne, che si era tenuta a Città del Messico quattro mesi prima.
Il primo ministro islandese Katrín Jakobsdóttir ha dichiarato di voler raggiungere la piena uguaglianza di genere nel suo paese entro il 2030, unendosi a un movimento di circa 100.000 donne e persone non binarie in uno sciopero di un'intera giornata, la più grande protesta che il paese abbia mai conosciuto. Nessuna trattenuta salariale è stata applicata ai dipendenti in sciopero.
In base alle stime del Forum economico mondiale l'Islanda sarebbe al primo posto tra paesi più progrediti in termini di uguaglianza di genere; nonostante ciò, in alcuni settori le donne islandesi guadagnano il 21% in meno rispetto agli uomini e la violenza di genere o sessuale colpisce oltre il 40% delle donne islandesi.